# Warlock (jeu vidéo)
 (juin 2015).
Si vous disposez d'ouvrages ou d'articles de référence ou si vous connaissez des sites web de qualité traitant du thème abordé ici, merci de compléter l'article en donnant les références utiles à sa vérifiabilité et en les liant à la section « Notes et références ».
Pour les articles homonymes, voir Warlock.
Warlock ou Beware of the ultimate evil! Warlock, est un jeu vidéo d'action et de plates-formes à thème de d'horreur fantasy. Le jeu a été développé par Realtime Associates et Trimark Interactive, et édité par Acclaim et LJN. Il est sorti en 1994  sur Super Nintendo et sur Mega Drive. Il s'agit d'une adaptation de la série de films d'horreur Warlock (1989) ,.

## Synopsis
Une fois tous les mille ans, la Lune et le Soleil s'alignent, et le fils unique du Diable, Warlock, cherche à ressusciter pour anéantir le monde. Pour cela , il recherche 6 runes magiques. Un druide doit trouver les runes avant que Warlock ne le fasse, pour maintenir l'ordre du monde . 

## Système de jeu
Le jeu est composé de 15 niveaux en 2D à défilement horizontal. Le druide dispose de pouvoirs magiques d'attaque ainsi que d'une orbe qu'il utilise comme projectile contre les sbires de Warlock. L'animation du personnage est fluide mais rend son contrôle plus lent. L'univers du jeu a été comparé à un mélange entre Castlevania et Harry Potter[réf. souhaitée]. Le jeu a été noté pour sa réalisation graphique et son atmosphère prenante, tandis que le contrôle du personnage a été critiqué,. Le niveau de vie est représenté par le visage du druide qui perd progressivement sa chair.